# 露絲·弗斯特
赫洛伊絲·露絲·弗斯特（英語：Heloise Ruth First，1925年5月4日—1982年8月17日）是南非學者和反種族隔離活動家，1982年流亡莫桑比克時被南非警察用炸彈包裹暗殺身亡。

## 家庭與教育
露絲·弗斯特的猶太人父母朱利葉斯·弗斯特（Julius First）和瑪蒂爾達·列維坦（Matilda Levetan）於1906年從拉脫維亞移民到南非。他們是南非的共產黨（the Communist Party of South Africa，南非共產黨前身）的創始成員。露絲·弗斯特出生於1925年，在約翰尼斯堡長大。像她的父母一樣，她加入了共產黨，該黨與非洲人國民大會結盟，以謀求推翻南非政府的統治。
青年時的弗斯特就讀於杰普女子高中，然後成爲家庭中第一個上大學的人。她於1946年獲得金山大學的學士學位。在大學期間，她發現“在南非校園裡，重要的學生問題是民族問題”。她參與成立了進步學生聯合會（也被稱為進步學生聯盟），並在同學中結識了南非未來的總統納爾遜·曼德拉和莫桑比克解放陣線的第一任領導人愛德華多·蒙德拉納。
畢業后，弗斯特先在約翰尼斯堡市議會的社會福利部擔任研究助理。1946年，在一系列礦難中，共產黨的領導成員被逮捕，弗斯特在黨內的地位得到了提升。隨後弗斯特成爲了激進報紙《衛報》的主編，該報隨後被國家禁止。通過新聞調查，弗斯特揭露了種族隔離政策，該政策在南非國民黨於1948年執政後被實施以針對黑人。1949年，她嫁給了南非反種族隔離活動家和共產主義者喬·斯洛沃，生有三個女兒：肖恩，吉莉安和羅賓。斯洛沃和弗斯特一起成爲1950年代抗議時期的領導者，在此期間政府取締了任何反對他們政策的運動。
除了與《衛報》及其后身的工作外，南非民主大會，非國大的一個白人派別，於1953年在弗斯特的支持下成立。1955年，她擔任了一份名為《戰鬥講話》（Fighting Talk）的激進政治雜誌的編輯。除共產黨之外，弗斯特和斯洛沃也是非人大的成員。她在1950年代的大規模騷亂中也發揮了活躍的作用。

## 審判與拘留
弗斯特是1956年至1961年叛國罪審判的156名主要的反種族隔離活動家（國會聯盟的關鍵人物）被告之一。弗斯特的早期工作和著作主要被用作證明國會聯盟叛國的證據。在被國家騷擾4年後，弗斯特和其他155名活動人士都被無罪釋放。在1960年沙佩維爾屠殺之後的緊急狀態後，她被列入了禁止的名單。她不能參加會議或發表文章，也不能被他人引述。1963年，在另一次政府鎮壓的期間，她遭到了監禁，在未經指控的情況下根據九十天拘留法被單獨監禁了117天。她是第一位根據該法律被拘留的白人女性。

## 流亡與暗殺
1964年3月，弗斯特流亡倫敦，在那裏她積极地參與了英國的反種族隔離運動。1972年她在曼徹斯特大學擔任研究員，並於1973年至1978年間在達勒姆大學講授發展研究。她還被借調到過達累斯薩拉姆的大學和馬普托的洛倫索·馬克斯大學。
1978年11月，弗斯特在莫桑比克馬普托的愛德華多·蒙德拉納大學的非洲研究中心（Centro de Estudos Africaos）擔任研究主任。1982年8月17日，她打開了一枚被送往大學的包裹炸彈，被暗殺身亡。這場暗殺由南非警察少校克雷格·威廉姆森下令。與弗斯特合作的人類學家布里奇特·奧勞克林（Bridget O'Laughlin）當時正在弗斯特的辦公室裏，她後來向真相与和解委员会作證。